# Округ Декејтур (Ајова)
Округ Декејтур (енгл. Decatur County) је округ у америчкој савезној држави Ајова.

## Демографија
По попису из 2010. године број становника је 8.457, што је 232 (-2,7%) становника мање 2000. године.
| Група             | 2000.         | 2010.         |
| Белци             | 8.296 (95,5%) | 7.946 (94,0%) |
| Афроамериканци    | 85 (1,0%)     | 152 (1,8%)    |
| Азијати           | 55 (0,6%)     | 59 (0,7%)     |
| Хиспаноамериканци | 148 (1,7%)    | 181 (2,1%)    |
| Укупно            | 8.689         | 8.457         |